# اندرو کار (بازیکن فوتبال)
اندرو کار (انگلیسی: Andrew Carr؛ 13 March 1908 – ۱۹۸۳ (۷۴−۷۵ سال)) بازیکن فوتبال اهل بریتانیا بود.
از باشگاه‌هایی که در آن بازی کرده‌است می‌توان به باشگاه فوتبال میدلزبرو اشاره کرد.